# Бао Лінхуей
Бао Лінхуей (*鮑令暉, поч.-сер. V ст. ) — китайська поетеса часів династії Лю Сун.

## Життя та діяльність
Походила з чиновницької та культурної родини Бао. Сестра поета Бао Чжао. Народилася у м. Дунхай (сучасне м. Таньчен, провінція Цзянсу). Щодо її діяльності мало відомостей. З часом перебралася до столиці імперії Цзянканя.
Скдала вірші, нслідуючи поетичні стилі та традиції часів династії Хань, при цьому теми брала з народних пісень — у жанрі юефу. Вони торкаються почутів людини, опису природи, а також вірші на випадок. Усього з доробку Бао відомо про 7 віршів. Найвідоміші з них: «З приводу приїзду гостя здалека», «Тому, хто в дорозі».